# Chamaeleo namaquensis
Chamaeleo namaquensis är en ödleart som beskrevs av  Smith 1831. Chamaeleo namaquensis ingår i släktet Chamaeleo och familjen kameleonter. IUCN kategoriserar arten globalt som livskraftig. Inga underarter finns listade i Catalogue of Life.